# Бєлков Олександр Павлович
Олекса́ндр Па́влович Бєлков — старший сержант служби цивільного захисту ДСНС.
Пожежник 19-ї пожежно-рятувальної частини Деснянського району Києва. У червні 2015-го брав участь в гасінні пожежі під Васильковом.

## Нагороди
За особисту мужність і героїзм, виявлені у захисті державного суверенітету та територіальної цілісності України, вірність військовій присязі під час бойових дій та при виконанні службових обов'язків, відзначений — нагороджений
- 10 жовтня 2015 року — орденом «За мужність» ІІІ ступеня.